# Alcatra
|  |

| Animal (kg) | Arroba (@) | Média (kg) |
| 160         | 10         | 3,61       |
| 190         | 12         | 4,28       |
| 220         | 14         | 4,96       |
| 250         | 16         | 5,64       |

A alcatra é um tipo de corte da carne bovina. É localizada na parte traseira do animal entre o lombo e a coxa e representa, aproximadamente, 8,84% da carcaça.
É um corte considerado magro, nobre e versátil. Ela tem tom vermelho forte, e não tem nervos ou rebarbas de gordura, o que contribui para ser considerado carne de primeira. Muitas vezes é vista como inapropriada para o churrasco, mas pode ser aproveitada para fazer espetinho.
Na verdade, este corte engloba cinco outros cortes de carne, entre os quais a picanha e a maminha.
Na região dos Campos Gerais do Paraná o corte tradicional é serrado transversalmente do membro do animal em fatias de cerca de 2 centímetros, que é assado no espeto duplo ou grelha, rapidamente, em fogo forte.

## Informação nutricional
| Valor calórico     | 157,47 kcal | 6%  |
| Carboidratos       | 1,32 g      | 0%  |
| Proteínas          | 20,79 g     | 42% |
| Gorduras totais    | 7,67 g      | 0%  |
| Gorduras saturadas | 2,76 g      | 11% |
| Colesterol         | 48,03 mg    | 16% |
| Fibras             | 0 g         | 0%  |
| Cálcio             | 11,14 mg    | 1%  |
| Ferro              | 1,73 mg     | 12% |
| Sódio              | 61,87 mg    | 3%  |

Obs.: Valores diários em referência com base em uma dieta de 2.500 calorias por porção de 100g com referência para animais do Brasil.